# 塔克西拉
塔克西拉（乌尔都语、旁遮普语: ٹیکسلا；梵文：तक्षशिला Takṣaśilā；巴利文：Takkasilā；玄奘於七世紀探訪當地的遺址時、漢文佛經翻譯時稱為「呾叉始羅」），是巴基斯坦旁遮普省的一个考古学遗址。此處曾是古代學習佛教的中心，今譯中國大陸翻譯的外國考古書籍習慣稱之為「塔克西拉」。坐落於拉瓦尔品第西北32公里處。塔克西拉海拔约549米。1980年，塔克西拉被联合国教科文组织列为世界遗产。又作特叉尸羅國、德差伊羅國、德叉尸羅國、呾叉尸羅國、竺剎尸羅國。意譯石室國、削石國、截頭國。

## 歷史
塔克西拉（呾叉始羅）历史可追溯到犍陀罗国时期。前6世纪，塔克西拉（呾叉始羅）为犍陀罗王国的首都。
- 公元前518年，大流士一世把塔克西拉併入為波斯阿契美尼德王朝領土。
- 公元前326年，亚历山大大帝东征至此。
- 公元前321-317年，旃陀羅笈多(孔雀王朝開創者月護王)，佔領了包括旁遮普的印度西北部和西部。月護王的顧問考底利耶，曾在塔克西拉上学并在该地任教。
- 在月護王之孫阿育王統治期間，塔克西拉成為一個龐大的佛教學習中心。
- 在公元前一世紀，印度-希臘王國在塔克西拉的對岸建立了一個新的都城。在這段平穩的希臘人統治期間，不少王朝很可能以此城作為他們的首都。
- 約公元前90年，印度-塞人推翻了塔克西拉的最後一任希臘國王。
- 約公元前20年，印度-波斯王國征服了塔克西拉，並把此城作為王國的首都。
- 公元約46年，多馬曾拜訪當地並會見波斯國王。
- 公元1世紀-3世紀，塔克西拉由貴霜帝國統治，當時帝國是佛教的中心。
- 公元三世紀，小月氏入侵，健馱邏開始衰落。
- 五世紀嚈噠人亦遷入印度，並大肆破壞當地的佛教寺院和佛塔，塔克西拉隨著衰敗。
- 直至公元7世紀，玄奘到訪當地的時候，塔克西拉已遭荒廢，只留下不少遺址至今。

## 圖片

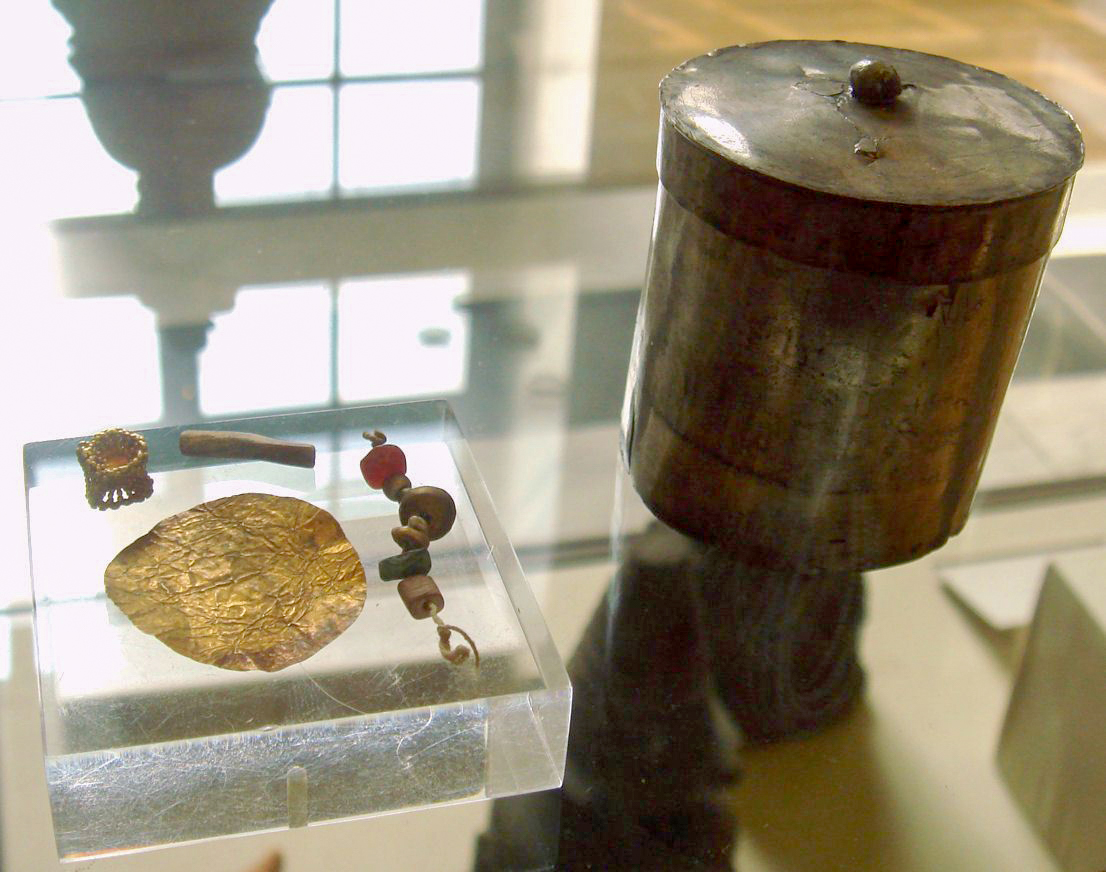
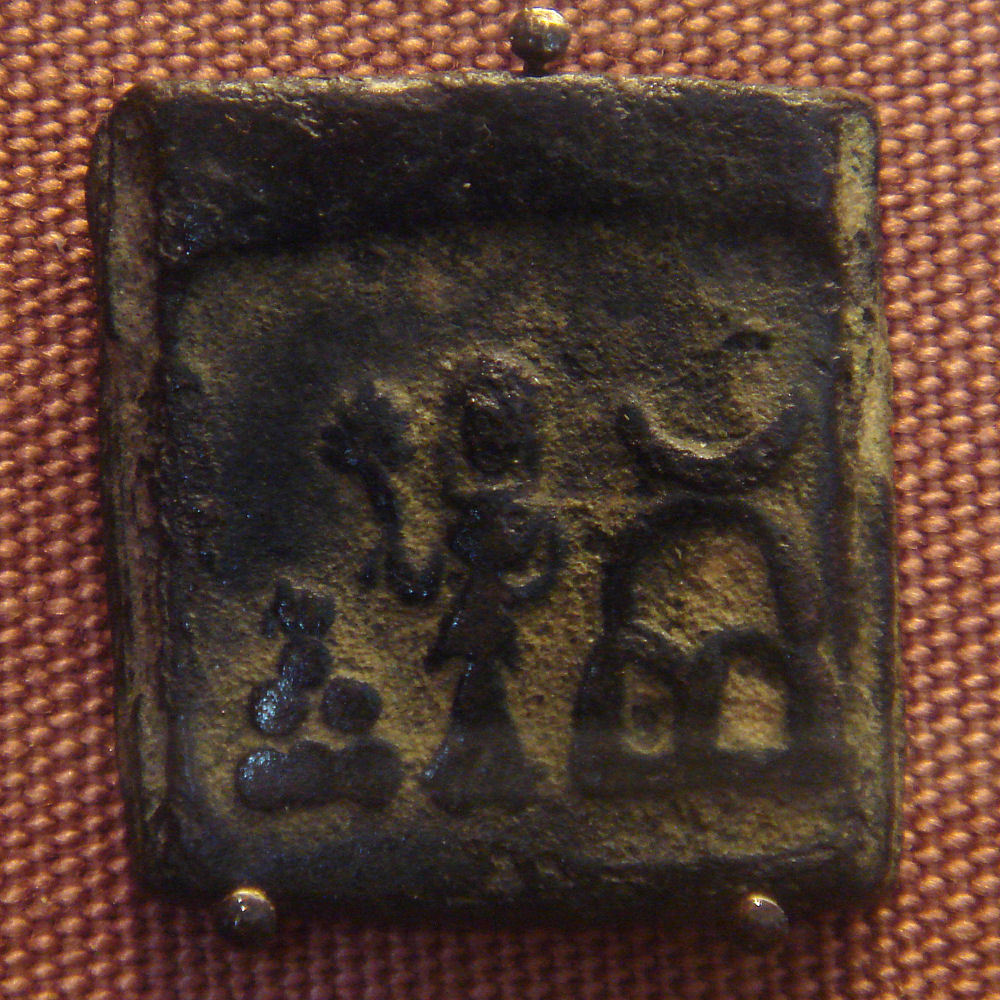
塔克西拉出土的钱币(前2世纪)
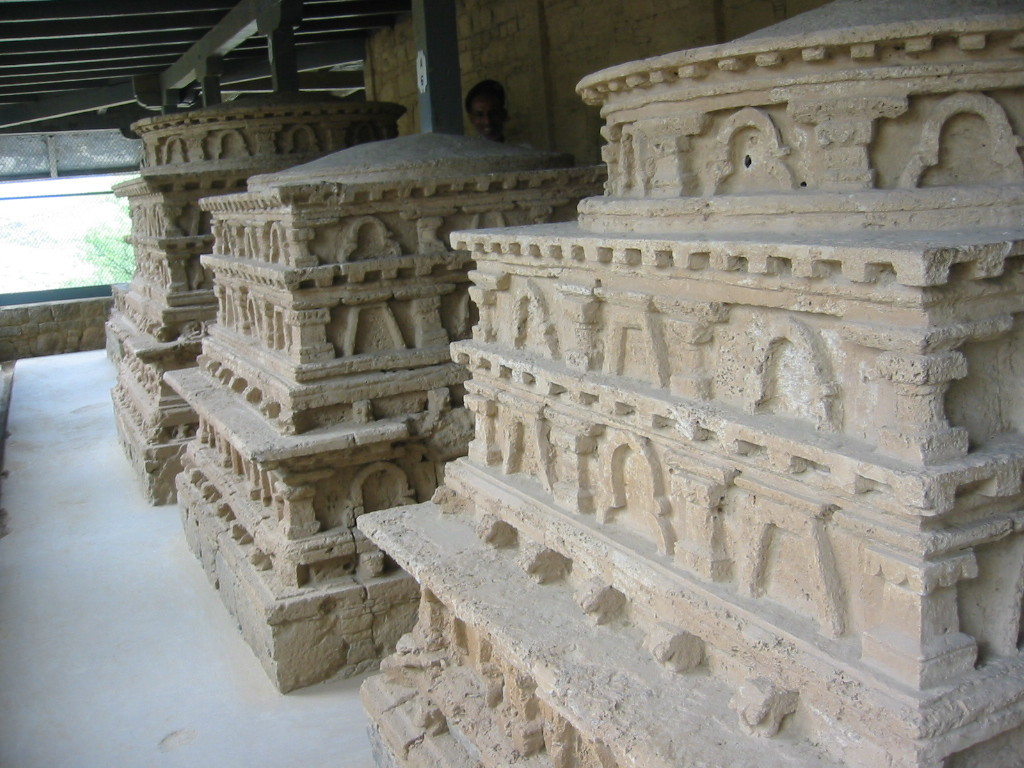
塔克西拉遺址

## 延伸阅读
[在维基数据编辑]
 《欽定古今圖書集成·方輿彙編·邊裔典·呾叉始羅部》，出自陈梦雷《古今圖書集成》